# Chuffilly-Roche
Chuffilly-Roche település Franciaországban, Ardennes megyében. Lakosainak száma 65 fő (2022. január 1.). Chuffilly-Roche Attigny, Chardeny, Coulommes-et-Marqueny, Grivy-Loisy, Sainte-Vaubourg és Voncq községekkel határos.

## Népesség
A település népességének változása:
| Lakosok száma | 126  | 84   | 100  | 86   | 84   | 78   | 75   | 72   | 70   | 65   |
|               | 1968 | 1982 | 1990 | 2006 | 2013 | 2015 | 2017 | 2019 | 2020 | 2022 |